# Cryptocephalus cristula
Cryptocephalus cristula là một loài bọ cánh cứng trong họ Chrysomelidae. Loài này được Dufour miêu tả khoa học năm 1843.